# 賈顯智
賈顯智（493年—537年），名智，字顯智，中山郡無極縣人。賈顯度的弟弟。

## 經歷
賈顯智是賈道監的兒子，性情剛勇果決。孝昌年間，受到宣武靈太后的讚賞，而受封為伏波将軍、冗從僕射、兼任直齋。
當時，南朝梁的夏侯夔正在攻擊郢州之時，賈顯智是龍驤將軍，作為別將討伐梁軍。後來，夏侯夔撤退，賈顯智就進入郢州城。528年，時任郢州刺史的元顯達自作主張投降南朝梁國，賈顯智率領郢州城人與元顯達交戰。529年、成為都督，討伐邢杲叛亂，當時敵軍流矢射入賈顯智胸膛，他仍奮戰不已。當元顥進入洛陽後，在元天穆的部隊下渡過黄河，支持在河内的孝荘帝。此時，爾朱兆也渡河擊破元顥等叛軍。賈顯智以功績被封為持節、征南将軍、金紫光禄大夫、義陽縣開國伯。不久後，代理一個名為東中郎將的軍職，被加封散騎常侍之位。
孝武帝即位後，賈顯智被任命為開府儀同三司、滄州刺史。但不久之後，被召還至京師，加侍中一職，出任濟州刺史。534年，東魏建國。後來因某事件導致連座處分而被處刑，享年45。
子賈羅侯，曾任秘書郎。